# نوروزکوجه

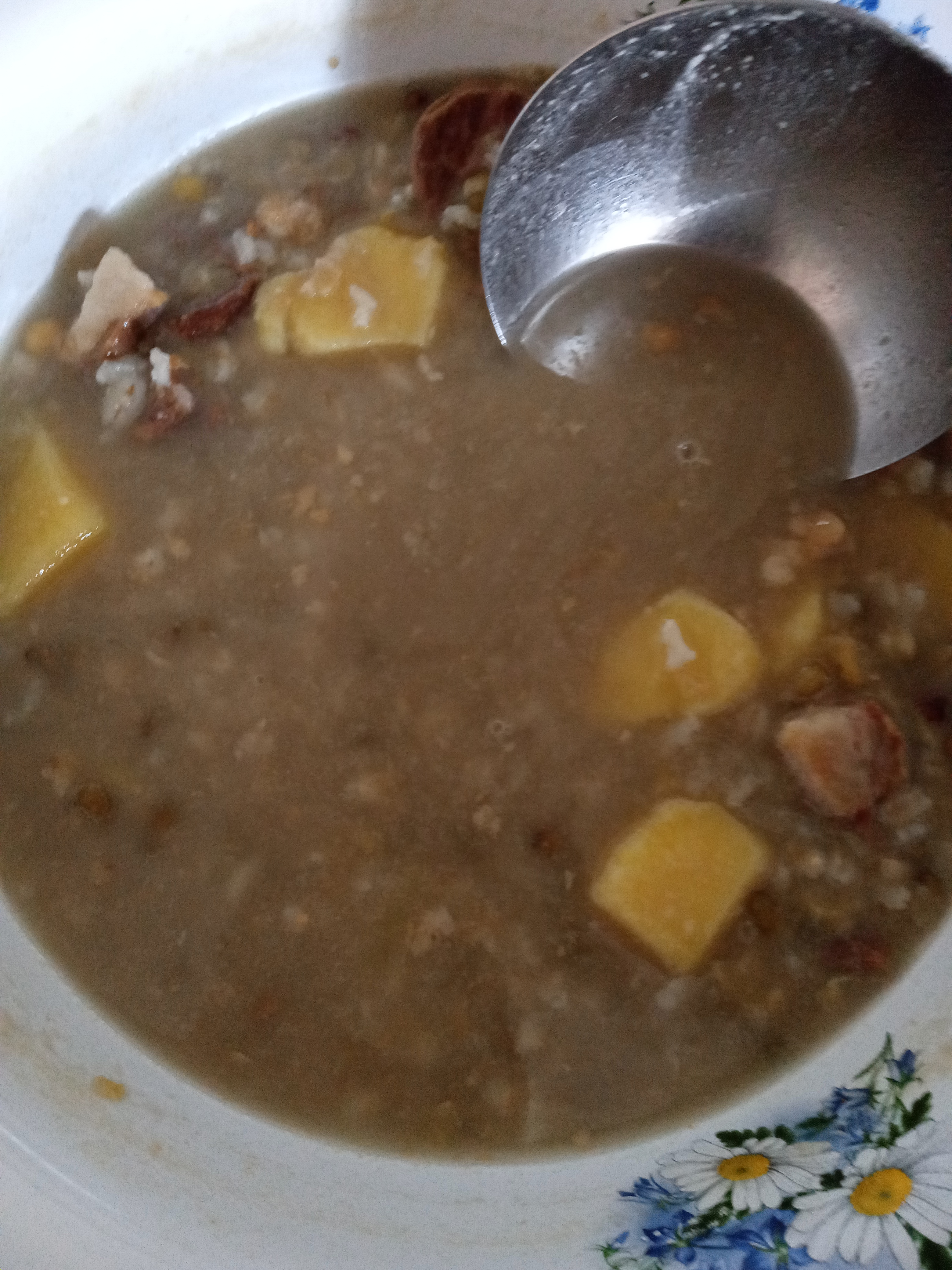

نوروزکوجه (به قزاقی: Наурыз көже، ناۋرىز كوجە)  (به قرقیزی: Нооруз көжө، نوورﯗز كۅجۅ) نوئی آش است که پروسهٔ تهیه و مصرف آن، هسته‌ای مرکزی از سنن جشن گرفتن نوروز در میام مردمان قزاق و قرقیز می‌باشد. در این آش سنتی، هفت مادهٔ لازمه بکار می‌رود (تاکید بر هفتگانه بودن مواد تهیهٔ این آش).  شامل شیر و کشک (در قزاقستان) یا آب (در قرقیزستان)، گوشت اسب، روغن، آرد، برنج، کشمش، و لوبیا نخود.
این آش، نشانهٔ سالی پرنعمت و خوش‌اقبال است، و پیش از تهیه و خوردن آن، تبریکات و دعاهای خاص نوروزی بین اعضای خانواده رد و بدل می‌شود.